# Janus Dousa

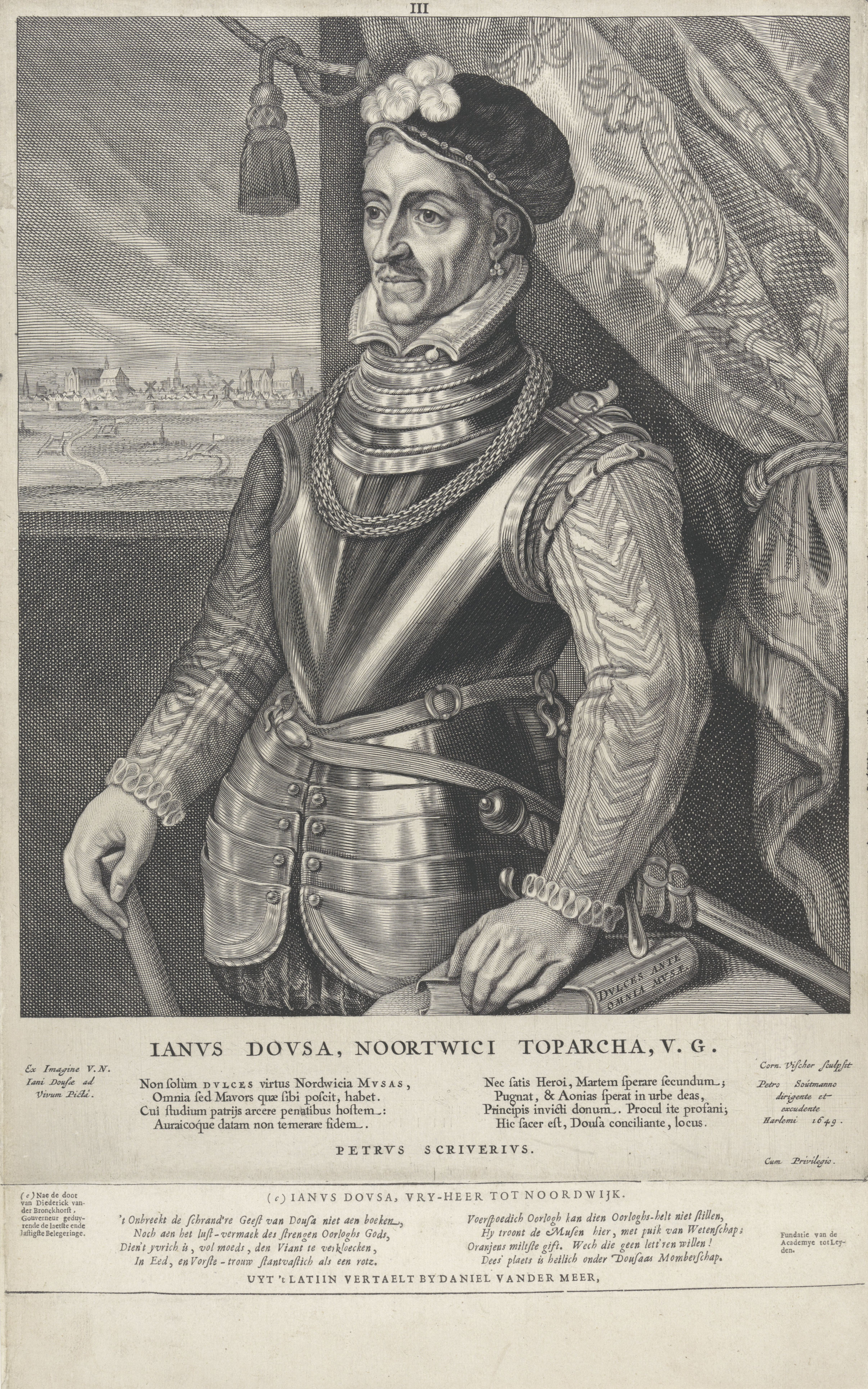
Janus Dousa

Janus Dousa (ur. 6 grudnia 1545 w Noordwijk, zm. 8 października 1604 w Hadze) – nowołaciński poeta holenderski, tłumacz i historiograf.
Pochodził z drobnej szlachty, posiadał majątek w Noordwijk. Był jednym z inicjatorów i kuratorów biblioteki Uniwersytetu w Lejdzie. W mieście tym w 1574 dowodził obroną, która zakończyła się sukcesem (agresorami byli Hiszpanie). Dzięki posadzie bibliotekarza uniwersyteckiego otrzymał honorowy tytuł historiografa i mógł opisać w rocznikach dzieje hrabiów Holandii (Annales, w 1599 napisaną wierszem, w 1601 przeredagowane na prozę). W swojej poezji Nova poemata (1575), podobnie jak dekadę wcześniej Klemens Janicki (1516-1543), odwoływał się do życia osobistego i bieżących wydarzeń historycznych, co było wtedy nowością w literaturze nowołacińskiej. Dokonał wielu tłumaczeń i edycji literatury łacińskiej. Janus Dousa zapoczątkował naukowe tradycje w swoim rodzie – jego synowie również poświęcili się pracy badawczej i pisarstwu. Byli to: Janas (1571-1596), Franciscus (1577-1630) oraz najzdolniejszy z nich Georgius (1574-1599), który gościł na hetmańskim dworze w Zamościu.

## Ważniejsze dzieła
- Epigrammata (1569)
- Ode Lugdunensis II (1575)
- Nova poemata (1575)
- Odae Britannicae (1586)
- Annales metrische versie (1599)
- Annales in proza (1601)